# Adolescência

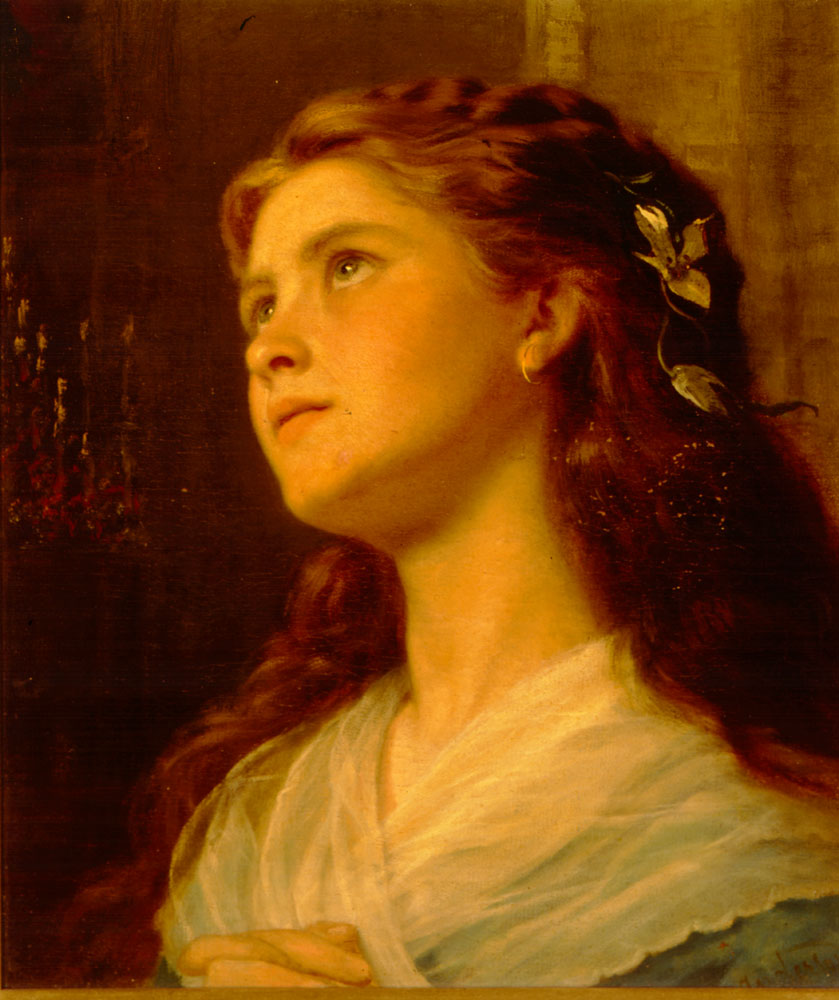
Retrato de uma jovem adolescente, quadro de Sophie Gengembre Anderson.

Adolescência (do latim adulescere: crescer, desenvolver, tornar-se maior) é uma fase biológica de transição do indivíduo entre a infância e a idade adulta (maturidade); é uma das etapas do desenvolvimento humano posterior à pré-adolescência caracterizada por alterações em diversos níveis físico, mental e social representando um processo de distanciamento de  comportamento e privilégios típicos da infância e de aquisição de características e competências que o capacitem a assumir os deveres e papéis sociais do adulto. Assim como a primeira infância, a adolescência é um período sensível no qual padrões normativos e mal-adaptativos moldam trajetórias futuras. No entanto a adolescência não deve ser confundida com a puberdade, visto que a puberdade faz parte da adolescência e se refere apenas à parte biológica das mudanças, as quais capacitam um corpo infantil a se reproduzir e o aproximam da imagem de um adulto. A geração atual de adolescentes é a maior da história com uma população de 1,8 bilhão, elas constituem um quarto da população mundial. Quase 90% vivem em países de baixa e média renda, onde constituem uma proporção muito maior da população do que em países de alta renda, devido às maiores taxas de fertilidade.
Stanley Hall descreveu a adolescência como uma época de “tempestade e estresse” e, ao contrário de pesquisadores posteriores, atribuiu esta fase da vida como durando dos 14 aos 24 anos (em vez do intervalo geralmente aceito hoje de 13 a 19 anos). O The Royal Children's Hospital Melbourne define a adolescência como uma fase da vida que se estende entre a infância e a idade adulta dos 10 aos 24 anos. O Center for the Developing Adolescent (UCLA) define a adolescência dos 10 aos 25 anos como um período de rápido crescimento, desenvolvimento e aprendizagem à medida que descobrimos e nos adaptamos ao mundo que nos rodeia. No Fiji, o Ministério da Saúde e Serviços Médicos do Fiji reconhecem a adolescência dos 10 aos 24 anos, como uma fase que traz vulnerabilidades únicas, levando em consideração a importância do neurodesenvolvimento que se estendem até meados dos 20 anos. Há muito tempo a puberdade e o crescimento físico são reconhecidos como definidores do início da adolescência, no entanto o fim da adolescência tem sido frequentemente definido como uma transição no papel social de uma criança dependente para um adulto independente.
Nos Estados Unidos os provedores de assistência médica, pesquisadores e formuladores de políticas, até mesmo dentro do governo, usam várias definições para demarcar o período da adolescência variando dos 10 aos 25 anos, além disso na maioria dos casos, os adolescentes mais velhos são frequentemente identificados como "jovens adultos” ou “adultos emergentes”, por outro lado nos Países Baixos, o Instituto Neerlandês da Juventude define a adolescência como a fase de vida dos 10 aos 22 anos de idade em que crianças passam por uma transição e se tornam adultos, enquanto no Brasil, o Estatuto da Criança e do Adolescente estabelece uma faixa etária para menores de idade dos 12 anos aos 17 anos. Pessoas compreendidas nessa faixa (considerada adolescentes do ponto de vista jurídico) podem ser submetidas a medidas socioeducativas, inclusive restrição da liberdade.
Embora em muitas sociedades a maioridade geralmente seja definida aos 18 ou 21 anos, é importante destacar que essas definições legais de maioridade são arbitrárias e não levam em consideração diversos fatores importantes do desenvolvimento humano que geralmente se extendem até os 25 anos.

## Definição

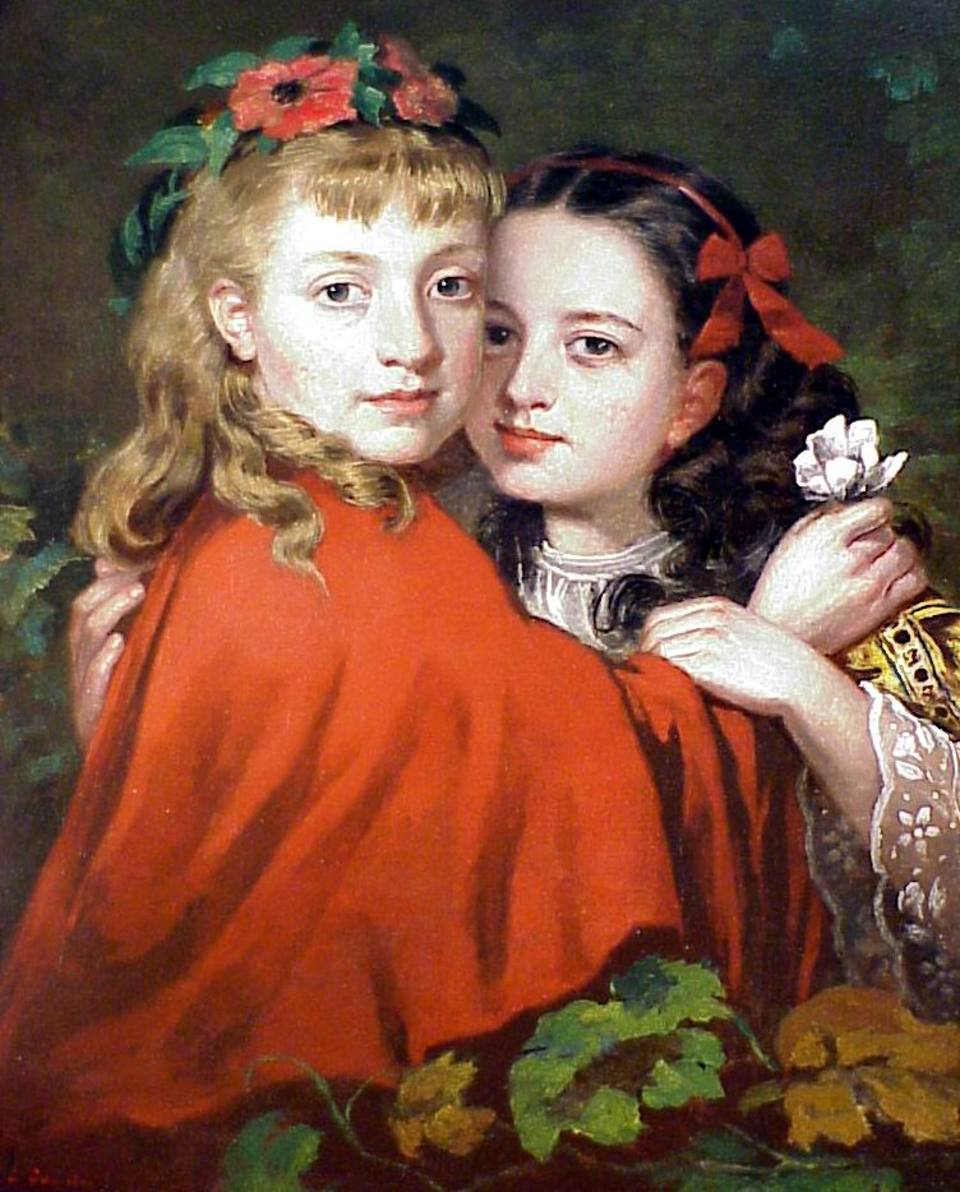
Imagem de duas adolescentes

O termo adolescência é usado com vários significados em contextos diversos:

### Construção histórico-social
Adolescência é um fenômenos de forte caracterização cultural e sua definição está intimamente ligada à transformação da compreensão do desenvolvimento humano e também à transformação da forma como cada geração adulta se define a si própria.
A ideia de que a adolescência é uma fase qualitativamente diferente da infância e da idade adulta  tem sua origem já na antiguidade. A base sócio-política dessa diferenciação só surgiu, no entanto, com a transformação das estruturas sociais ocorrida em fins do século XIX que permitiram que os jovens (adolescentes) fossem retirados do mercado de trabalho para frequentarem a escola e outras instituições educacionais. Ligados a essa ideia de adolescência como fase de formação para o trabalho foram propostos os termos "adolescência encurtada" e "adolescência estendida", que descrevem as diferentes oportunidades de formação e educação que têm pessoas que entram no mercado de trabalho mais cedo ou mais tarde - normalmente de acordo com a situação cultural e a possibilidade financeira da família. O aumento da complexidade das funções e papéis a serem exercidos na idade adulta levam a um aumento progressivo dessa fase de formação.

### Definição por critérios
As definições não são totalmente satisfatórias, mas podem ser classificados de acordo com critérios, os mais conhecidos são:
- Critério Cronológico: período da vida humana que se estende de 10 aos 20 anos. (Hurlock, 1961);
- Critério de Desenvolvimento Físico: inicia com a primeira manifestação da puberdade e termina no momento em que o desenvolvimento físico está quase concluído. (English, 1958);
- Critério Sociológico: período da vida em que a sociedade deixa de encarar o indivíduo como criança, mas não lhe confere plenamente o status de adulto. (Hollingshead,1963);
- Critério Psicológico: período de extensa reorganização da personalidade (processo de adaptação psicológica) que resulta de mudanças no status biossocial entre as faixas etárias. (Ausubel,1954).

## Desenvolvimento cognitivo

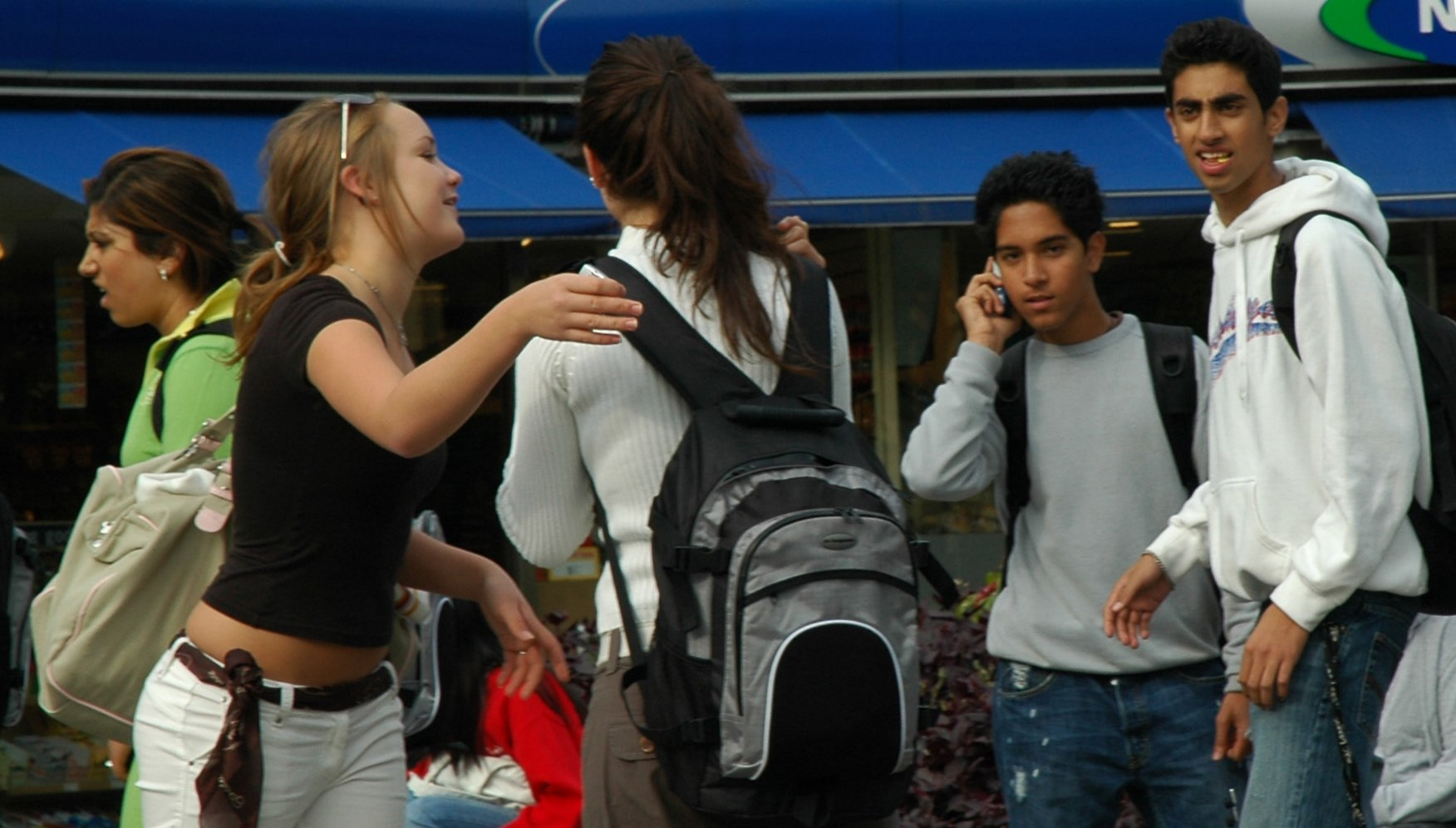
Adolescentes em Oslo

Se, do ponto de vista da psicologia do desenvolvimento, o início da adolescência é claramente marcado pelo início do amadurecimento sexual (puberdade), o seu fim não se define apenas pelo desenvolvimento corporal, mas sobretudo pela maturidade social - que inclui, entre outras coisas, a entrada no mercado de trabalho e o assumir do papel social de adulto.
O desenvolvimento cognitivo é, ao lado das mudanças corporais tratadas mais abaixo, uma das características mais marcantes da adolescência. Tal desenvolvimento se mostra sobretudo através:
- do aumento das operações mentais;[15]
- da melhora da qualidade no processamento de informações;
- da modificação dos processos que geram a consciência.

Dessa maneira o adolescente adquire a base cognitiva para redefinir as formas com que lida com os desafios do meio ambiente, que se torna cada vez mais complexo, e das mudanças psicofisiológicas. As principais características desse desenvolvimento são:
1. Pensar em possibilidades - ou seja, o pensamento não se limita mais à realidade, mas atinge também hipóteses irreais e permite ao indivíduo gerar novas possibilidades de ação;
2. Pensamento abstrato - a capacidade de abstrair se desenvolve, permitindo ao indivíduo compreender não somente conceitos abstratos, mas também estruturas complexas, sobretudo sociais, políticas, científicas, econômicas e morais;
3. Metacognição - o próprio pensamento é alvo de reflexão, permitindo o direcionamento consciente da atenção, a reflexão e a avaliação de pensamentos passados, abrindo assim caminho para as capacidades de autoreflexão e introspecção;
4. Pensamento multidimensional - o indivíduo torna-se capaz de levar em conta cada vez mais aspectos dos fenômenos. Essa capacidade permite ao indivíduo compreender a interdependência de fenômenos de diferentes áreas e argumentar a partir de diferentes pontos de vista;
5. Relativização do pensamento - o indivíduo se torna cada vez mais capaz de compreender outros pontos de vista e sistemas de valores.

## Desenvolvimento corporal e psicossexual

### Crescimento físico
Durante a adolescência, o corpo do indivíduo cresce continuamente até a idade de 16 a 19 anos, quando a estatura adulta é alcançada - os rapazes atingem a estatura adulta em média dois anos mais tarde do que as moças. Tal crescimento, no entanto, não se dá de maneira contínua: aproximadamente aos 14-15 anos os rapazes - as moças dois anos antes - têm um "salto no crescimento", ou seja eles crescem em um ano mais do que nos anos anteriores e nos seguintes. Depois desse salto, a velocidade do crescimento diminui marcadamente até o indivíduo atingir sua altura final. Paralelamente ao crescimento físico há um aumento no peso, que, no entanto, é dependente da alimentação e da forma de vida.
As diferentes partes do corpo também crescem com velocidades diferentes. De maneira geral os membros superiores (braços) e inferiores (pernas) e a cabeça crescem mais rapidamente que o resto do corpo, atingindo seu tamanho final mais cedo. Isso leva a uma desproporção visível com relação ao tronco, que cresce mais devagar. Essa desproporção é observável também nos movimentos por vezes desajeitados, típicos da adolescência.
Até a idade de 11 anos, meninos e meninas tem aproximadamente a mesma força muscular. O crescimento muscular dos rapazes é, no entanto, maior, o que explica a maior força física média dos homens na idade adulta.
Os dentes do siso, também conhecidos como terceiros molares, geralmente surgem entre os 17 e 25 anos, mas podem erupcionar até o final dos 20 anos. O nome "wisdom teeth" (dentes da sabedoria, como são chamados os sisos em inglês) foi dado a esses molares porque eles surgem quando a pessoa está na idade madura. É incomum que os dentes do siso erupcionem após os 30 anos. Entre o final dos 20 e 30 anos, ainda é possível que o siso nasça, no entanto nem todas as pessoas desenvolvem dentes do siso. A falta de desenvolvimento pode levar a problemas complexos caso os dentes do siso surjam posteriormente. Se aos 30 anos seus dentes do siso estiverem saudáveis e não causaram problemas, é provável que causem problemas no futuro, além disso a formação dos dentes do siso também pode começar entre os 10 e 12 anos. A idade de intolerância dos dentes do siso varia muito de pessoa para pessoa, por isso é sempre importante consultar um dentista para avaliar o desenvolvimento dos dentes do siso e monitorar sua herança.
A clavícula é o último osso do nosso corpo a parar de crescer, com sua placa de crescimento se fundindo por volta dos 25 anos. Um estudo feito nos Estados Unidos acompanhou o crescimento da clavícula em adolescentes entre 10 e 25 anos usando radiografias torácicas seriadas e descobriu-se que a clavícula continua crescendo significativamente durante a adolescência, até os 25 anos. A taxa de crescimento é maior em homens do que em mulheres, diminuindo gradualmente com a idade. O potencial de remodelação da clavícula também se estende até os 25 anos de idade. No estudo foram incluídos 57 pacientes (22 homens e 35 mulheres) com idades entre 10 e 25 anos. O estudo utilizou o método de radiografias torácicas seriadas que foram coletadas durante um período mínimo de 5 anos. Resultados do crescimento clavicular médio anual foram os seguintes:
```
• 
Homens
: 
4,1 mm/ano (3,4%/ano)

• 
Mulheres
: 
3,2 mm/ano (2,6%/ano)
```

O crescimento foi mais rápido entre 12 e 15 anos e diminuiu gradualmente com a idade com um potencial de remodelação da clavícula se estendendo até os 25 anos de idade.
A formação dos nossos ossos, chamada ossificação ou osteogênese, começa nas primeiras semanas de desenvolvimento e continua por cerca de 25 anos. Esse processo envolve dois mecanismos principais: A ossificação intramembranosa, que forma os ossos planos do crânio e da clavícula, e a ossificação endocondral, responsável pelos ossos longos e pela maior parte do esqueleto. Durante a adolescência, ocorre a maior parte do crescimento ósseo. É nesse período que as células precursoras ósseas se multiplicam e se transformam em tecido ósseo, fortalecendo o esqueleto. A saúde dos ossos nessa fase é fundamental, pois a massa óssea adquirida na adolescência serve como base para a vida adulta, ajudando a prevenir problemas como a osteoporose.
Os pulmões continuam a se desenvolver, aumentando em tamanho e capacidade até aproximadamente os 25 anos. Essa expansão pulmonar permite que os adolescentes realizem atividades físicas mais intensas e duradouras. Um exame chamado espirometria pode medir a capacidade pulmonar. Nesse exame, a pessoa sopra com força em um aparelho que mede a quantidade de ar que ela consegue expirar. Dois valores importantes obtidos nesse exame são a capacidade vital forçada (a quantidade máxima de ar que pode ser expelida após uma inspiração profunda) e o volume expiratório forçado no primeiro segundo (a quantidade de ar expelida no primeiro segundo da expiração). À medida que os adolescentes crescem, esses valores aumentam, refletindo o desenvolvimento pulmonar. Essa expansão pulmonar contribui para a maior resistência física e a capacidade de realizar atividades que exigem maior esforço respiratório, como esportes e exercícios físicos.
Alguns exemplos de medidas de espirometria são:
Capacidade vital forçada: A quantidade máxima de ar que você pode exalar à força dos pulmões após inalar completamente. É cerca de 80 por cento da capacidade total, ou 4,8 litros, porque um pouco de ar permanece nos pulmões após a expiração. A capacidade vital forçada pode diminuir em cerca de 0,2 litros por década, mesmo para pessoas saudáveis que nunca fumaram.
Volume expiratório forçado (VEF1): A quantidade de ar que você pode expirar com força em 1 segundo. O VEF1 diminui de 1 a 2 por cento ao ano após os 25 anos, o que pode não parecer muito, mas aumenta ao longo da vida.

### Puberdade

#### Mudanças corporais
Apesar das muitas diferenças individuais no crescimento e no desenvolvimento sexual, o processo de amadurecimento sexual apresenta uma certa sequência, comum tanto aos rapazes como às raparigas. Para as moças, no entanto, esse processo tem início, em média, dois anos mais cedo do que nos rapazes.

##### Desenvolvimento dos caracteres sexuais primários e secundários nas mulheres
1. 10-11 anos: Início da formação dos quadris com a acumulação de gordura, primeiro crescimento dos seios e dos mamilos;
2. 11-14 anos:
  1. Surgem os pelos pubianos (lisos), a voz torna-se mais grave, rápido crescimento dos ovários, da vagina, do útero e dos lábios da genitália;
  2. Os pelos pubianos tornam-se crespos
  3. Idade do "salto de crescimento" (ver acima), os seios começam a tomar forma (estágio primário), amadurecimento dos óvulos: menarca (primeira menstruação):
3. 14-16 anos: Crescimento dos pelos axilares, os seios adquirem a forma adulta (estágio secundário)[23]

##### Desenvolvimento dos caracteres sexuais primários e secundários nos homens
1. 12-13 anos: Surgem os pelos pubianos (lisos); início do crescimento dos testículos, do escroto e do pênis, formação de esperma; mudanças temporárias no peito;
2. 13-16 anos: Início da mudança de voz; Grande "salto de crescimento": crescimento acelerado do pênis, dos testículos, do escroto, da próstata e da vesícula seminal, primeira ejaculação; Os pelos pubianos tornam-se crespos; Crescimento dos pelos axilares.
3. 16-18 anos: aparecimento da barba, início das "entradas" no contorno dos cabelos, marcante mudança de voz.[23]

##### O significado dessas mudanças para os adolescentes

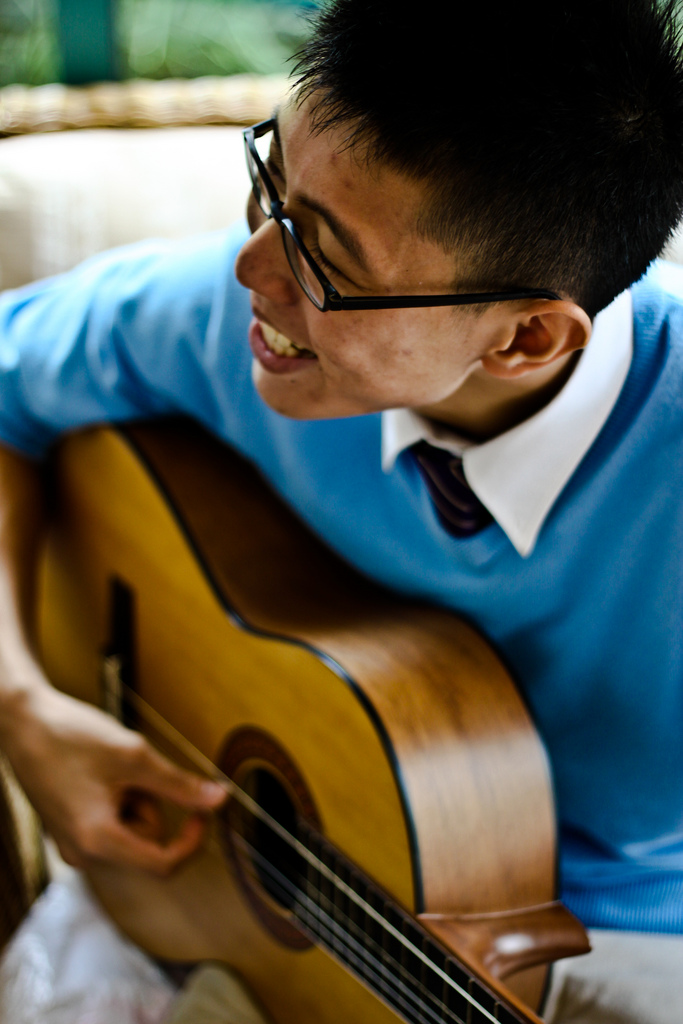
Um adolescente de Singapura

Em uma pesquisa realizada na Alemanha Schmid-Tannwald e Kluge registraram uma tendência entre as meninas de terem a menarca aproximadamente 1,3 anos mais cedo do que em uma pesquisa anterior de 1981. As meninas que foram preparadas pelos pais para esse fenômeno corporal relataram terem-no visto como natural, enquanto as moças que não haviam sido preparadas relataram terem tido um sentimento desagradável. Também entre os meninos o mesmo estudo registrou uma tendência de uma primeira ejaculação aproximadamente 1,7 anos mais cedo do que dez anos antes. Dos adolescentes entrevistados apenas 43% tiveram uma primeira ejaculação espontânea; 31% a tiveram através de masturbação e 5% através do ato sexual.

#### Mudanças hormonais
A ação dos hormônios, muito importantes na regulação do metabolismo, é muito complexa e ainda não completamente compreendida. Com relação ao crescimento corporal dois hormônios desempenham um papel preponderante: a somatotrofina, hormônio do crescimento produzido pela hipófise, e a tiroxina, produzida pela tiróide. A somatotrofina regula o crescimento do corpo como um todo; já a tiroxina, que só é produzida "sob instrução" da hipófise através da tirotrofina, regula principalmente o crescimento do cérebro, dos dentes e dos ossos.
A puberdade traz consigo uma mudança na ação dos hormônios. Ativada pelo hipotálamo a hipófise começa a secretar novos hormônios que agem sobre os órgãos sexuais (gonadotrofinas: hormônio folículo-estimulante e hormônio luteinizante) e sobre as glândulas suprarrenais (hormônio adrenocorticotrófico). Nos meninos, aproximadamente aos 11 anos, o hormônio folículo-estimulante provoca o desenvolvimento das células que produzem os espermatozoides e o hormônio luteinizante leva à produção do hormônio masculino, a testosterona. Esta, por sua vez, conduz aos desenvolvimentos das características típicas masculinas. Já nas meninas, aproximadamente aos 9 anos, o hormônio folículo-estimulante leva ao amadurecimento dos folículos de Graaf no ovário, que produzem os óvulos, e o hormônio luteinizante à menstruação. Os ovários produzem, por sua vez, dois hormônios: o estrogênio, que regula o crescimento dos seios, dos pelos pubianos e a acumulação de gordura, e a progesterona, que regula o ciclo menstrual e a gravidez.

#### Aceleração e retardo no desenvolvimento
Como se viu, as mudanças típicas da adolescência iniciam, em média, em uma idade específica. No entanto alguns adolescentes iniciam o seu amadurecimento mais cedo do que a média enquanto outros o fazem mais tarde. Dos primeiros se diz que seu amadurecimento é acelerado, enquanto o dos segundo é retardado. Importante é notar que tal comparação só pode ser feita em algumas situações, pois tais diferenças existem entre pessoas de diferentes raças e de diferentes gerações.
Em nenhuma outra fase da vida há uma variação tão grande entre pessoas da mesma idade como na adolescência. Essa situação é ainda mais confusa porque o desenvolvimento físico, o social e o cognitivo (ver abaixo) não andam necessariamente juntos. O meio ambiente, no entanto, reage de forma diferente, de acordo com o desenvolvimento visível da pessoa - meninos que parecem mais velhos tendem a ser tratados como mais velhos e vice-versa. Essa reação do meio ambiente influencia o desenvolvimento social e psicológico dos adolescentes de maneira marcante. Adolescentes com desenvolvimento retardado tendem a ser emocionalmente menos estáveis e menos satisfeitos; tendem a ter uma autoimagem mais negativa, a ser menos responsáveis e mais inseguros. Já os adolescentes com desenvolvimento acelerado têm um maior risco de terem problemas com drogas e com o comportamento social, provavelmente por terem acesso mais cedo a grupos mais velhos.
Outros estudos registraram que rapazes com desenvolvimento acelerado apresentam algumas vantagens com relação a seus coetâneos: mesmo na idade de 38 anos eles se mostraram mais responsáveis, cooperativos, seguros, controlados e mais adaptados socialmente; ao mesmo tempo se mostraram mais convencionais, conformistas e com menos senso de humor; já os rapazes com desenvolvimento retardado mostraram-se, mesmo com 38 anos, mais impulsivos, instáveis emocionalmente, mas em compensação mais capazes de reconhecer seus erros, mais inovativos e divertidos. Também com relação ao desenvolvimento da identidade há diferenças entre rapazes com desenvolvimento acelerado e retardado. Como têm mais tempo para desenvolver seu conhecimento e suas estratégias de coping os rapazes com desenvolvimento retardado tendem a ter melhores possibilidades no desenvolvimento da própria identidade, enquanto os rapazes com desenvolvimento acelerado acabam sendo introduzidos mais cedo no muno adulto e acabam assumindo uma identidade mais próxima aos padrões socialmente estabelecidos. Já no caso das moças a situação é um pouco distinta. Moças com desenvolvimento acelerado tendem a ter uma autoestima mais baixa por crescerem mais rapidamente e assim não corresponderem ao ideal de beleza culturalmente estabelecido. Por outro lado moças com uma menarca muito tardia parecem também mostrarem uma tendência a terem uma autoestima mais baixa. Resumindo: aceleração e retardo no desenvolvimento são dois fenômenos que podem trazer consigo certos riscos para o desenvolvimento da pessoa. No entanto um trabalho de esclarecimento dos pais e dos adolescentes pode reduzir esses risco de maneira drástica, oferecendo aos adolescentes melhores condições de desenvolvimento.
Outro fenômeno muito discutido é o da chamada aceleração secular, ou seja, a tendência, nos países ocidentais, de a puberdade iniciar cada vez mais cedo. Em um estudo comparativo, Tanner mostra como desde 1840 a idade média da menarca caiu de 17 anos para 13,5 anos na Noruega, fenômeno observável também em outros países europeus e nos Estados Unidos. Os adolescentes atingem, assim, a maturidade corporal cada vez mais cedo. Por outro lado o início da idade adulta - entrada no mercado de trabalho e formação de uma família - tende a ocorrer cada vez mais tarde devido à longa formação necessária (escola, universidade). Essas duas tendências contrárias geram novas oportunidades mas também novos desafios - e estresse - para os adolescentes.

## A sexualidade do adolescente
Paralelamente ao início da maturidade sexual também o comportamento sexual começa a se desenvolver. Esse desenvolvimento é um processo muito complexo e é fruto da interação de vários fatores - desenvolvimento físico, psicossocial, a exposição a estímulos sexuais (que é definida pela cultura), os grupos de contatos sociais (amigos, grupos de esporte, etc.), e as situações específicas que permitem o acesso à experiência erótica.
O início do desenvolvimento sexual se encontra já na infância. Não apenas os casos de abuso sexual, mas também as experiências quotidianas de troca de carinho e afeto, de relacionamentos interpessoais e de comunicação sobre a sexualidade desempenham um papel importantíssimo para o desenvolvimento do comportamento sexual e afetivo do adolescente e, posteriormente, do adulto. Importantes aqui são sobretudo processos de aprendizado através do modelo dos pais: em famílias em que carinho e afeto são trocados abertamente e em que a sexualidade não é um tabu os adolescentes desenvolvem outras formas de comportamento do que em famílias em que esses temas são evitados e considerados inconvenientes.

### Comportamento sexual
Baseados em seus estudos com adolescentes alemães Schmid-Tannwald e Kluge (1998) defendem três teses que resumem o resultado desse trabalho:
1. O desenvolvimento do comportamento social está cada vez mais acelerado, acompanhando a aceleração secular da maturidade sexual (ver acima "aceleração e retardo no desenvolvimento"). O início da vida sexual está ligado ao início da maturidade sexual (menarca nas moças e primeira ejaculação nos rapazes) mais do que a qualquer outro fator: a maior parte dos adolescentes tendem a ter sua primeira relação sexual nos primeiros anos após atingirem a maturidade sexual. Dessa forma, em um estudo de 1983[32] 44% das moças e 33% dos rapazes com dezessete anos afirmavam já ter tido uma relação sexual, enquanto em 1994[24] 92% das moças e 79% dos rapazes com dezessete anos diziam já ter tido uma experiência sexual. Apesar da pouca idade, a maioria dos adolescentes tende a trocar carícias e a fazer experiências de toques íntimos sem penetração ("petting") como preparação para o ato sexual. Já nos primeiros anos de atividade sexual ambos os sexos tendem a ver o sexo como algo belo, se bem que essa tendência seja maior entre os rapazes.[2]
2. O comportamento sexual de ambos os sexos está se aproximando cada vez mais: em 1983[32] a diferença entre a idade média da menarca e da primeira ejaculação era de 0,7 anos (ou seja, em média as moças tinham a primeira menstruação 9 meses antes dos rapazes); já em 1994[24] a diferença era de apenas 0,3 anos (3-4 meses). Em 1983 as moças tendiam a ter a primeira relação sexual 0,7 anos mais cedo do que os rapazes,[32] já em 1994 a idade era a mesma: 14,9 anos.[24]
3. O comportamento sexual é influenciado pela cultura familiar. Mas mesmo em famílias que tendem a conversar menos abertamente sobre sexualidade e relacionamentos e a não preparar os adolescentes para a menarca e a maturidade sexual os adolescentes têm uma vida sexual ativa - mesmo a revelia dos pais.[2]

Um outro ponto importante é a preferência dos adolescentes por relacionamentos estáveis ao invés de liberalidade sexual. Sobretudo para as moças uma vida sexual satisfatória está fortemente relacionada a um relacionamento estável.

### Sexualidade e contracepção
No estudo de 1983, 40% das moças e 50% dos rapazes diziam ter tido a primeira relação sem proteção, por crerem que não se engravida tão facilmente; já em 1994, 80% das moças e 76% dos rapazes alemães diziam ter utilizado algum tipo de método contraceptivo já no primeiro ano de vida sexual ativa. As principais razão para a pouca proteção é sobretudo pouco ou mesmo falso conhecimento: os adolescentes frequentemente não conhecem suficientemente o ciclo menstrual mas julgam saber quando podem ter sexo sem proteção e sem risco de gravidez. Em comparação às moças os rapazes têm um maior defict de conhecimento. O esclarecimento sobre a sexualidade ainda tende a ser feito por amigos ou livros e não em casa.

### Prevenção de sexualidade precoce
A partir dos dados disponíveis, Oerter e Dreher (2002) enfatizam três pontos principais:
1. O controle e o apoio sociais ao adolescente são importantes para o seu desenvolvimento - também para o sexual. A tendência atual, de a vida sexual ativa dos adolescentes se tornar cada vez mais aceita, de forma que os jovens podem, por exemplo, dormir com a namorada em casa torna a família um importante ponto de referência também com relação à sexualidade;
2. A sexualidade faz parte do processo de desenvolvimento da própria identidade do adolescente e é assim uma parte importante do seu desenvolvimento humano;
3. A sexualidade, como outras atividades na vida do adolescente, tem uma função no desenvolvimento da identidade. O desenvolvimento de outros interesses que tenham uma função análoga podem ajudar a evitar um início precoce da vida sexual.

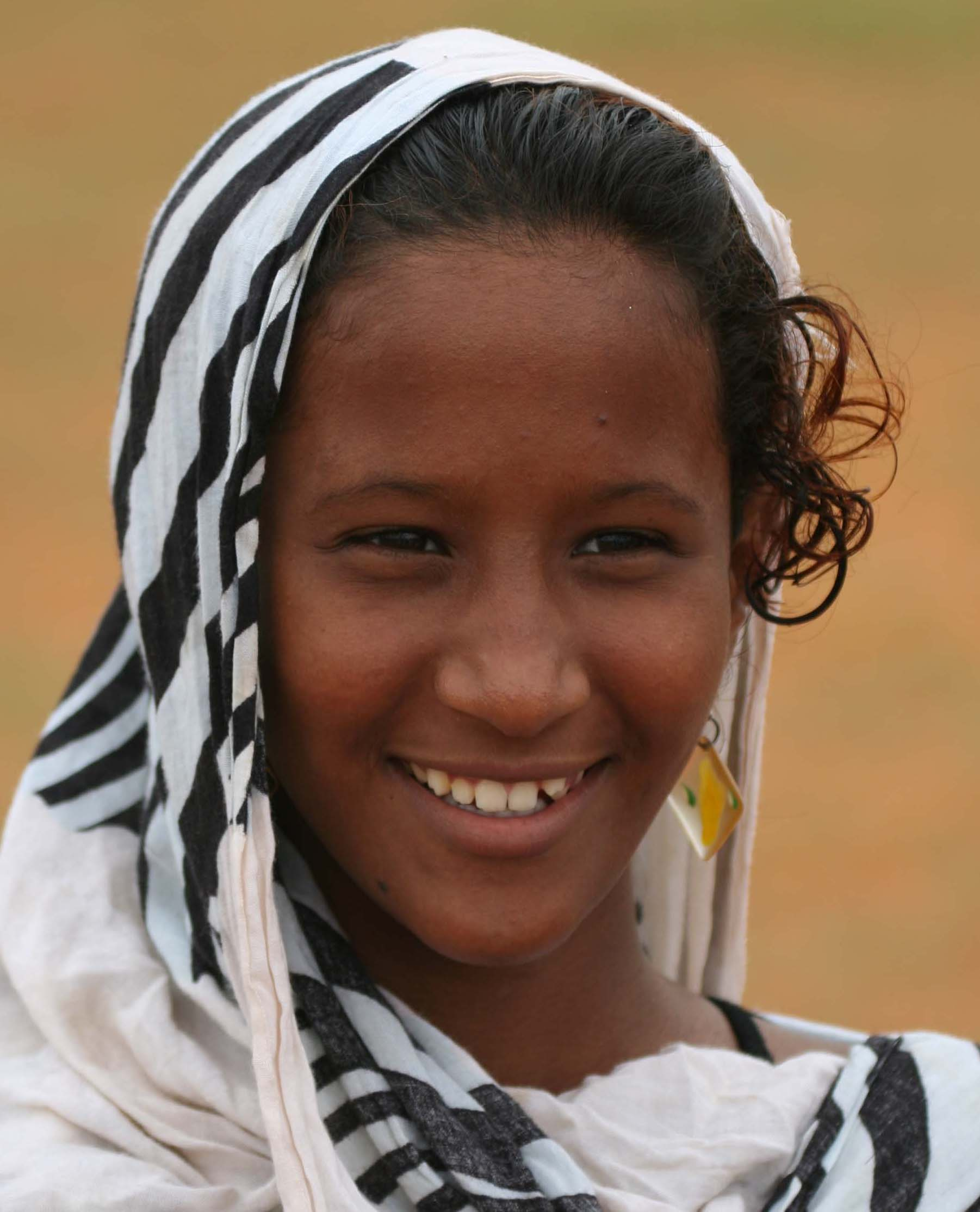
Adolescente da Mauritânia

## Desenvolvimento da identidade
O termo "identidade" corresponde à resposta à pergunta "quem sou eu?". A resposta a essa pergunta se desenvolve num longo e complexo processo que começa nas primeiras horas de vida e se estende até a mais alta idade. Nesse longo processo a adolescência representa um momento chave, de grande significado. No processo de desenvolvimento da identidade agem duas forças motrizes: o desejo do indivíduo de conhecer a si mesmo (autoconhecimento) e a busca de dar forma a si, de construir sua personalidade, se aprimorar e se desenvolver (autodesenvolvimento).
Durante muito tempo a adolescência foi vista como uma fase de "tempestades e tormentas" (Sturm umd Drang, por exemplo por Granvillle S. Hall). Com o auxílio da pesquisa mais atual, no entanto, essa visão tem se tornado mais diferenciada. Por exemplo, quando medidas através de questionários, a autoimagem e a autoestima mantém-se relativamente estáveis durante toda a adolescência - se bem que em uma importante minoria, sobretudo entre as moças, há uma tendência de diminuição da autoestima.
Enquanto a autoimagem e a autoestima parecem permanecer constantes, a complexidade da estrutura da identidade aumenta constantemente durante a adolescência. Esse aumento de complexidade se mostra nos seguintes pontos:
- A descrição de si se torna cada vez mais específica a contextos: por exemplo, a pessoa se vê como tímida diante de pessoas do outro sexo, mas autoconfiante diante de amigos e colegas;
- A autoimagem real (como eu sou) e a autoimagem ideal (como eu gostaria de ser) são vistas cada vez mais como diferentes;
- O "eu verdadeiro" é visto cada vez mais como diferente de um "eu falso" ou "fingido": enquanto adolescentes com doze ou 13 anos não fazem essa diferença, rapazes e moças mais velhos a consideram importante;
- Os adolescentes aprendem cada vez mais a verem-se pelos olhos dos outros;
- A dimensão do tempo desempenha um papel cada vez mais importante na descrição de si: enquanto crianças se descrevem sempre no presente, os adolescentes começam a levar em conta o passado (como eu era) e o futuro (como eu gostaria de ser) em consideração.

Higgins (1987) descreveu três tipos de "si mesmo" - o si mesmo real, o si mesmo ideal (como a pessoa gostaria de ser) e o si mesmo como deveria ser (que representa a identificação da pessoa com determinadas obrigações e tarefas apresentadas pelo ambiente social). O ambiente social tem, ele mesmo (ou melhor, a pessoas que dele fazem parte), uma imagem de como o indivíduo é e de como ele deveria ser (expectativas). O aumento da complexidade na compreensão de si mesmo expõem o adolescente assim a diferentes tipos de discrepância:
- Entre o si mesmo real e o ideal - ou seja, a imagem que o indivíduo faz de si não corresponde com a pessoa que ele gostaria de ser; a pessoa tende se sentir decepcionada e insatisfeita;
- Entre o si mesmo real e a imagem que os outros têm do indivíduo - a imagem que a pessoa faz de si não corresponde àquela que outras pessoas - família, amigos - fazem; a pessoa tende a se sentir envergonhada e humilhada;
- Entre o si mesmo real e o como deveria ser - a imagem que a pessoa faz de si não corresponde à ideia que ela faz a respeito das obrigações e tarefas que ele deveria cumprir; a pessoa tende a ter sentimentos de culpa e a fazer acusações, condenando-se a si mesma;
- Entre o si mesmo real e as expectativas dos outros - a imagem que a pessoa faz de si não corresponde às expectativas e desejos da família, amigos ou outras pessoas ou grupos importantes para o indivíduo; a pessoa tende a se sentir ameaçada, com medo, exposta a perigos e dor.

A tomada de consciência desses conflitos de interesses expõe o adolescente ao estresse e, dependendo da carga genética e do ambiente em que se desenvolve, ao risco de diversos tipos de problemas sociais e psicológicos - desde transtornos alimentares (anorexia, bulimia) até o suicídio, passando por problemas de desempenho escolar, abuso e dependência de substâncias químicas, fobias e depressão. Segundo estudos epidemiológicos europeus entre 15% e 22% da população infanto-juvenil apresenta alguma forma de distúrbio mental nessa faixa etária.

## Significado social

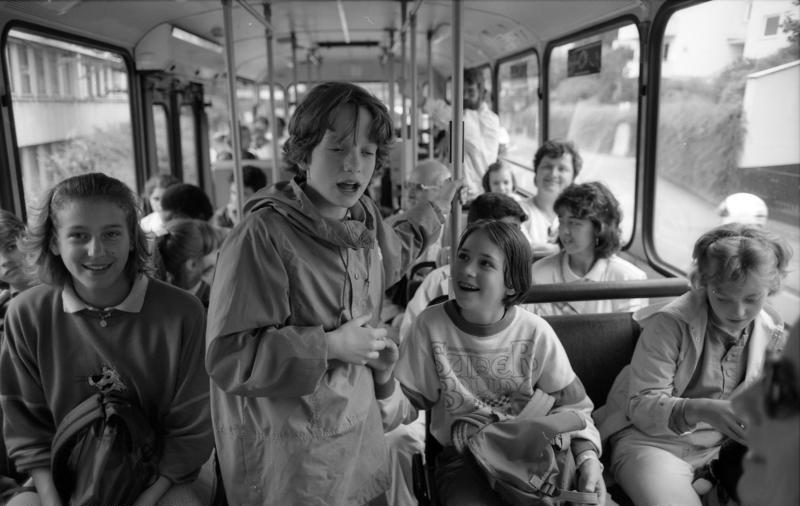
Adolescentes alemães em 1988

Os adolescentes são um alvo cobiçado pelo comércio. Telemóveis, música contemporânea, jogos eletrónicos e roupas "da moda" são populares entre adolescentes, desde os últimos anos do século XX. Da mesma forma, a propaganda utiliza a imagem do próprio adolescente para vender seus produtos, buscando mostrar a ideia de jovialidade, mudança e independência.
Em muitas culturas há cerimônias que celebram a passagem da adolescência ao mundo adulto, geralmente ocorrendo na adolescência. Por exemplo, a tradição judaica considera como adultos (membros da sociedade) os homens aos 13 e as mulheres aos 12 anos de idade, sendo a cerimônia de transição chamada Bat Mitzvah para as garotas e Bar Mitzvah para os rapazes. Os jovens católicos de ambos os sexos recebem o sacramento da Crisma por volta da mesma idade (16 anos). No Japão, a passagem do jovem para a idade adulta é celebrada pelo Seijin Shiki (ou “cerimônia adulta” em tradução literal), marcando o genpuku (do japonês), cerimônia de passagem à idade adulta. Em África, muitos grupos étnicos indígenas praticam ritos de iniciação, por vezes associada à circuncisão masculina ou feminina, esta com aspetos que têm sido postos em causa, por alegadamente atentarem contra a saúde física ou mental das jovens, como a excisão do clitoris e a infibulação.

## Questões de instância legal
Em muitos países, pessoas maiores de uma certa idade (18 anos, em vários casos, apesar de variar de país a país) são legalmente considerados adultos. Pessoas que têm menos que essa delimitada idade podem ser considerados jovens demais para serem considerados culpados por crime. Isto chama-se defesa da infância. O direito a votar em eleições é dado a pessoas com idade mínima entre 16 e 21 anos, em muitos países.
A venda de certos produtos como cigarros, álcool, filmes e jogos eletrônicos com conteúdo pornográfico ou violento é proibido a menores de idade. Tais restrições de idade variam de país a país. Na prática, é possível encontrar pessoas que tiveram contato com estes produtos antes da maioridade.

### Sexo entre adultos e adolescentes
A relação sexual entre adultos e adolescentes é regulada pelas leis de cada país referentes à idade de consentimento. Alguns países permitem o relacionamento a partir de uma idade mínima (12 anos na Arábia Saudita, 13 anos na Espanha, 14 no Brasil, Portugal, Itália, Alemanha e Áustria, 15 na França e Dinamarca, 16 na Noruega). Para além das restrições legais, a questão é muitas vezes tratada como um problema social, chegando alguns setores da sociedade a pregar a abstinência sexual nesta faixa etária.
Um exemplo de relacionamento com grande diferença de idade foi dramatizado no romance Lolita, de Vladimir Nabokov levado ao cinema pela primeira vez por Stanley Kubrick em 1962.
No Japão, o termo joshi-kousei (em japonês:  女子高生) indica as estudantes femininas de ensino médio e é usado por garotas de 16 a 18 anos. Elas são frequentemente notadas por suas obsessões por roupas, cultura pop e telefones celulares. A prostituição juvenil por parte delas, chamada enjo kosai (em japonês:  援助交際), tornou-se uma preocupação social japonesa a partir da década de 1990.
Pornografia envolvendo pessoas abaixo de certa idade (geralmente 18) é também considerado inaceitável e é proibida na maioria dos países.

## Emancipação de menores
A emancipação de menores é um mecanismo jurídico legal através do qual uma pessoa abaixo da idade da maioridade adquire certos direitos civis, geralmente idênticos dos adultos. A extensão dos direitos adquiridos, assim como as proibições remanescentes, variam de acordo com a legislação local.
No Brasil, ainda que esteja emancipado, o  menor de idade de 18 anos não comete crime e sim ato infracional. Os efeitos da emancipação alcançam apenas a esfera civil e não a esfera penal, ou seja, o emancipado abaixo de 18 anos continua penalmente inimputável.